# Dicloruro de germanio
El dicloruro de germanio es un compuesto químico de germanio y cloro cuya fórmula es GeCl2 . Es un sólido de color amarillo. El dicloruro de germanio es un ejemplo de compuesto con germanio en su estado de oxidación +2.

## Preparación
El dicloruro de germanio sólido se puede producir mediante proporción haciendo pasar tetracloruro de germanio,GeCl
4, sobre germanio metálico a 300 °C y presión reducida (0,1 mmHg).
GeCl
4 + Ge  →  2 GeCl
2
El dicloruro de germanio también se forma a partir de la descomposición del triclorogermano (GeHCl3) a 70 °C. El triclorogermano se genera cuando el germanio reacciona con cloruro de hidrógeno. Esta reacción implica una deshidrohalogenación.
GeHCl
3  →  GeCl
2 + HCl
Otra ruta para obtener dicloruro de germanio es la reducción de tetracloruro de germanio con hidrógeno a 800 °C.
GeCl
4 + H
2  →  GeCl
2 + 2HCl

## Reacciones
El GeCl2 se hidroliza para dar hidróxido de germanio (II) amarillo, que al calentarse produce monóxido de germanio marrón.
GeCl
2 + 2 H
2O ⇌ Ge(OH)
2(s) + 2 HCl
Ge(OH)
2  →  GeO + H
2O
Alcalinización de una solución que contiene iones de germanio (II): 
Ge2+ + 2 OH−
 → Ge(OH)
2
Los óxidos e hidróxidos de germanio son anfóteros. Las soluciones de GeCl2 en HCl son fuertemente reductoras. Se han caracterizado compuestos iónicos que contienen el ion piramidal GeCl−
3 mediante el ion cloruro. Con compuestos de cloruro de rubidio y cesio se produce, por ejemplo, RbGeCl3, que tiene estructura de perovskita distorsionada.
El dicloruro de germanio reacciona con cloruro de tetraetilamonio para dar el triclorogermanato : 
GeCl
2 +  Et
4NCl   →   Et
4NGeCl
3

## Diclorogermileno
A menudo, el GeCl2 molecular se denomina diclorogermileno, por su parecido con un carbeno. La estructura del GeCl2 molecular en fase gaseosa muestra que se trata de una molécula doblada, tal y como predice la teoría VSEPR.  El GeCl
2GeCl2 es bastante reactivo y se inserta en muchos tipos de enlaces químicos. Normalmente, el dicloruro de germanio se genera a partir del dioxano de dicloruro de germanio.